# Georg von Broich-Oppert
Georg von Broich-Oppert (* 24. Oktober 1897 in Charlottenburg; † 5. Oktober 1979 in Königswinter) war ein deutscher Diplomat und Kommunalpolitiker (CDU).

## Leben

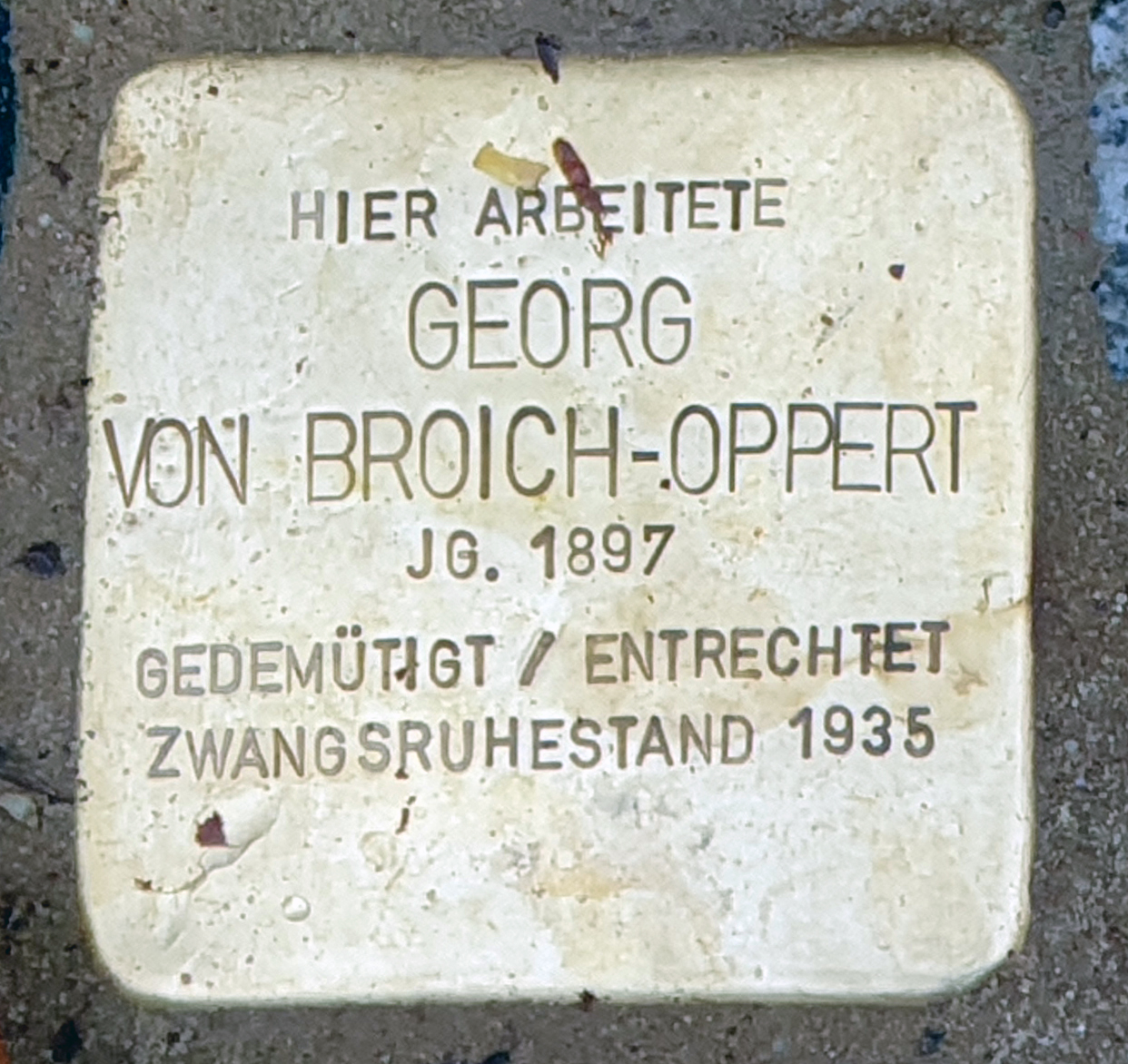
Stolperstein am Haus, Wilhelmstraße 92, in Berlin-Mitte

Der Sohn des Landgerichtsrats Felix Oppert nannte er sich nach seinem Stiefvater Franz von Broich. Er besuchte Schulen in Berlin-Friedenau und Fürstenwalde. Im Ersten Weltkrieg leistete er Kriegsdienst, danach wurde er als Offizier in die Reichswehr übernommen. Er studierte ab Oktober 1920 Rechtswissenschaft an der Georg-August-Universität Göttingen. Später wechselte er an die Rheinische Friedrich-Wilhelms-Universität Bonn, 1924 legte er die erste juristische Staatsprüfung ab. Während der Studienzeit war er im Corps Saxonia Göttingen und dem Corps Borussia Bonn (ab 1921) aktiv.
1925 in den Auswärtigen Dienst einberufen, bestand er 1926 die diplomatischkonsularische Hauptprüfung. 1927/28 war er Attaché und Legationssekretär in Budapest. 1929 wurde er als Vizekonsul dem Generalkonsulat in Memel und 1932 als Legationssekretär der deutschen Gesandtschaft in Wien zugewiesen. 1934 wurde er Referent für Skandinavien-Fragen in Berlin. Broich-Oppert wurde 1935 in den einstweiligen Ruhestand versetzt, weil er nicht-arische Vorfahren hatte. Dies hatte er in einer Erklärung im August 1934 verschwiegen. Ein Dienststrafverfahren wurde von der Rechtsabteilung des Auswärtigen Amtes unter der Leitung von Paul Barandon zwar gegen ihn eingeleitet, aber eingestellt. Bei dem Verfahren hatte der Wiener SA-Brigadeführer Rudolf May für Broich-Oppert angeführt, dass er sich für den im Ständestaat (Österreich) verbotenen Nationalsozialismus eingesetzt habe. 1937 in den Ruhestand versetzt, arbeitete er ab 1939 als Abteilungsleiter bei der I.G. Farben in Berlin und Bukarest.
Er trat 1945 der neu gegründeten Christlich Demokratischen Union bei. Von 1946 bis 1951 war er Mitglied der Berliner Stadtverordnetenversammlung und stellvertretender Bezirksbürgermeister von Berlin-Schöneberg. 1949 wurde er Chef der Stadtkanzlei von Groß-Berlin und anschließend Chef der Senatskanzlei Berlin. Zudem war er Kreisvorsitzender der CDU in Schöneberg.
1952 in die Diplomatie zurückgekehrt, wurde er zum Gesandten der Bundesrepublik Deutschland in Norwegen (Oslo) ernannt. 1956 wurde er ständiger Beobachter im Range eines Botschafters bei den Vereinten Nationen in New York City. 1958 wurde er Personalchef des Auswärtigen Amtes in Bonn. Zuletzt war er von 1959 bis 1962 Botschafter der Bundesrepublik Deutschland in der Türkei (Ankara). Nach der Pensionierung war er noch als Sonderbeauftragter des Auswärtigen Amtes zur Durchführung der Ausgleichsverträge mit den Niederlanden und Belgien tätig.
Von Broich-Oppert heiratete 1925 Carola von Kęszycki und 1965 Elisabeth Pipping.

## Ehrungen
- Eisernes Kreuz I. und II. Klasse
- Ehrenbürger von Dallas
- Großes Bundesverdienstkreuz mit Stern (1955)
- Sankt-Olav-Orden
- Rechtsritter des Johanniterordens
- Am 5. November 2021 wurde vor dem ehemaligen deutschen Außenministerium, Berlin-Mitte, Wilhelmstraße 92, ein Stolperstein für ihn verlegt.